# Ceratina christellae
Ceratina christellae är en biart som beskrevs av Terzo 1998. Ceratina christellae ingår i släktet märgbin, och familjen långtungebin. Inga underarter finns listade i Catalogue of Life.